# Edwin Scrymgeour
Pour les articles homonymes, voir Scrymgeour.
Edwin Scrymgeour (né le 28 juillet 1866 et mort le 1er février 1947), est un député écossais du Parlement du Royaume-Uni. C'est la seule personne à avoir jamais été élue à la Chambre des communes en suivant une ligne prohibitionniste, puisqu'il était issu du Scottish Prohibition Party.

## Carrière politique
Lors de l'élection de 1922 pour représenter Dundee, Scrymgeour succède à Winston Churchill. Il est Membre du Parlement jusqu'en 1931 où il est battu par Florence Horsbrugh.